# Rhodeländer
Rhodeländer sind eine ursprünglich aus den USA (Rhode Island und Massachusetts) stammende Hühnerrasse, die  als Wirtschaftshuhnrasse auf Legeleistung gezüchtet wurde und weite Verbreitung fand. Die englische Bezeichnung lautet Rhode Island Red. Die Ursprungsrassen sind Cochin, Malaien sowie andere Hühnerrassen. In die Zucht von Legehybriden gingen Rhodeländer wegen ihrer guten Legeleistung ein.

## Nutzeigenschaften
Die Rasse Rhodeländer ist ein mittelschweres Huhn mit einer guten Legeleistung von etwa 180 bis 200 Eiern pro Jahr. Die Rasse ist schnellwüchsig. Die Fleischqualität ist gut. Die Rasse gilt als robust und stellt keine besonderen Haltungsanforderungen.

## Verhalten
Rhodeländer sind kräftige und aktive Tiere. Der Bruttrieb der Glucken ist nur schwach ausgeprägt. Die Brut durch eine Glucke dieser Rasse ist dementsprechend schwierig. Rhodeländer haben einen ruhigen Charakter und fliegen nicht gerne, obwohl sie dazu in der Lage sind. Die Tiere werden ziemlich zutraulich.

## Aussehen
Der Körper ist backsteinförmig mit waagrechter Haltung und die Tiere haben einen Rosenkamm oder auch einen gewöhnlichen einfachen Kamm. Die bekannteste Farbvariante ist gleichmäßiges sattes Dunkelrot mit schwarzen Zeichnungen an Flügeln und Schwanz. Es gibt jedoch auch eine schwarze und eine weiße Variante.

## Zwergform
Von dieser Rasse existiert eine Zwergform, die Zwerg-Rhodeländer.